# Mr. Kilombo
Mr. Kilombo, apodado Miki Ramírez (Madrid, 1982), es un cantautor, compositor y músico español. Su estilo musical fusiona indie, pop, reggae, rock y otros géneros, desde la timba o la samba hasta el ska. 
Gracias a esta fusión, se ha integrado en el círculo de jóvenes cantautores, formando parte de la generación actual, heredera de la de los años 70 o de la de los años 90. Con su mezcla de ritmos y letras se ha dado a conocer a través de las redes sociales y plataformas digitales, colocándose dentro de la escena musical española e internacional.
Actualmente, bajo el nombre artístico de Mr. Kilombo se encuentra también su banda, con la que Miki compagina sus conciertos en solitario.

## Biografía
Mr. Kilombo creció en el barrio de Alameda de Osuna, en Madrid, un lugar con una variada cultura musical que influyó en su desarrollo artístico desde temprana edad. Con seis años empezó a tocar el piano clásico, pero lo dejó pronto. En ese barrio madrileño había locales de ensayo que despertaban la afición musical, incluida la de este artista, que con 12 o 13 años empezó a ir a ellos con amigos. 
Comenzó a tocar la guitarra de manera autodidacta, interpretando canciones de bandas españolas como Extremoduro o Platero y Tú. Inicialmente no planeaba dedicarse a la música de forma profesional, pero su pasión lo llevó a formar parte de varios grupos musicales durante su juventud, sobre todo con la gente del barrio, con la que montó su primera banda de rock a los 14 años.
Fue a los 18 años cuando comenzó a escribir sus propias canciones, empezando a desarrollar su estilo propio, que más tarde se consolidaría bajo el nombre de Mr. Kilombo. Durante siete años fue miembro de la banda del conocido artista Macaco, actuando como guitarrista y corista. Con algo más de veinte años, decidió dejar esa banda y comenzar un proyecto solitario. Empezó a trabajar en sus propias canciones, y fue en ese momento cuando adoptó su nombre artístico actual.
Además de dedicarse a la música, Mr. Kilombo estudió el Grado en Comunicación Audiovisual en la Universidad Complutense de Madrid.
Actualmente es un reconocido cantautor, que junto a su banda continúa lanzando discos y realizando giras tanto por España como por distintos países de Latinoamérica, lanzando colaboraciones con artistas variados.

## Estilo e influencia
El estilo de este artista se caracteriza por una mezcla ecléctica de géneros que van desde el pop y el rock hasta el reggae, con letras que combinan el humor, la crítica social y la reflexión personal. 
A lo largo de su carrera musical, se ha visto influido por artistas tan variados como Antonio Vega, Joaquín Sabina o cantautores del circuito madrileño como Carlos Chaouen y Paco Bello, además de grupos de rock español como Extremoduro, Platero y Tú o Reincidentes. Otras de sus influencias son La Cabra Mecánica, Macaco, Amparanoia y cantautores de ese estilo. Tal y como él declara, sus raíces son una mezcla que viene de muchos sitios.
Es un artista joven de su tiempo, acostumbrado a la música electrónica y también al jazz, influencias presentes en su música. 

## Trayectoria
Mr. Kilombo lanzó su primer disco en el año 2002, titulado Confesiones de un don nadie, de la mano de Friki Records, sello vinculado a Moviedisco, una editora independiente.   
Se trata de una mezcla musical que combina pop, jazz, rumba, rock y bossa, y que le abrió paso como talento dentro de ese mundo de cantautores. Seis años más tarde, en 2008, lanzó su segundo álbum, El lado gamberro. El tercero vio la luz en 2010 bajo el título de Biodramina, y el cuarto en 2014 bajo el título Baile de disfraces.
Sin embargo, fue su álbum Invencibles (2016), el que lo catapultó a la fama, gracias al éxito de sencillos como Sinmigo, que a día de hoy es una de sus canciones más famosas, y que fue versionada junto a la cantante Rozalén. Según afirma el artista, el lanzamiento de este álbum fue el punto de inflexión en su carrera, ya que fue un proyecto autogestionado y fue el que más creció, ampliando significativamente su número de seguidores tanto en España como en América Latina.
Tras el éxito de Invencibles, publicó en 2020 un sexto álbum, titulado Cortocircuitos, que fue presentado en la Sala But de Madrid, y cuya gira de presentación tuvo que ser pausada a causa de la pandemia del Covid-19. Tras reanudar su producción musical, continuó publicando diversos sencillos, hasta que en febrero de 2024 salió a la luz su último proyecto, titulado Todo este caos.
Además de sus álbumes, algunas de sus canciones lanzadas como sencillos y EP también han alcanzado fama en los últimos años. Destaca su sencillo “En Plena Calle” (2020), “Ambivalencia” (2022), “Palabrería” y “Del Aire” (2023). Su último trabajo ha sido “Busco”, publicado en mayo de 2024 junto al también cantautor Luis Fercán.
A lo largo de su trayectoria, Mr. Kilombo ha mantenido una filosofía de autogestión, produciendo y lanzando su música de manera independiente. Este enfoque le ha proporcionado una notable libertad creativa.
Mr. Kilombo ha colaborado con artistas de renombre, como El Canijo de Jerez, El Kanka, Muerdo, Pedro Pastor, Jenny & The Mexicats, Macaco, Colectivo Panamera, El Niño de la Hipoteca, Antílopez, Travis Birds, Rozalén,  Caribefunk o Paco Cifuentes, entre muchos otros.

## Discografía
- Confesiones de un Don Nadie (2002)

- El lado gamberro (2008)

- Biodramina (2010)
- Baile de disfraces (2014)
- Invencibles (2016)
- Cortocircuitos (2020)
- Todo este caos (2024)